# Idrissa Doumbia
Idrissa Doumbia, né le 14 avril 1998 à Yamoussoukro,est un footballeur international ivoirien. Il évolue au poste de milieu défensif.

## Biographie

### En club
Natif de Yamoussoukro, capitale de la Côte d'Ivoire, Idrissa Doumbia est formé à l'ES Bingerville et y commence sa carrière senior. Il se fait repérer par le RSC Anderlecht à la suite de la CAN des moins de 17 ans 2015 où il inscrit deux buts malgré une élimination précoce en phase de groupe. Doumbia y effectue une période test en mars 2015 mais ne peut signer au club, étant mineur, et doit attendre sa majorité pour rendre officiel sa signature. Il signe son premier contrat professionnel au club en avril 2016, une fois sa majorité atteinte.
Il joue deux matchs en Ligue Europa avec l'équipe d'Anderlecht lors de la saison 2016-2017.
Le 21 juin 2018, il rejoint l'Akhmat Grozny.
Le 15 janvier 2019, Doumbia signe au Sporting CP jusqu'en 2024 avec une clause libératoire de 60 millions d'euros.
Le 4 octobre 2020, Doumbia est prêté une saison à la SD Huesca avec option d'achat.
Le 31 août 2021, il est prêté par le Zulte Waregem  pour une saison avec option d'achat.

### En sélection nationale
Le 28 décembre 2023, il est retenu dans la liste des vingt-sept joueurs ivoiriens sélectionnés par Jean-Louis Gasset pour disputer la Coupe d'Afrique des nations 2023.

## Palmarès

### En club
- RSC Anderlecht
  - Championnat de Belgique
    - Champion : 2017
- SV Zulte Waregem
  - Supercoupe de Belgique
    - Finaliste : 2017

### En sélection nationale
- Côte d'Ivoire
  - Vainqueur de la Coupe d'Afrique des nations en 2024[9]